# Tvrđa

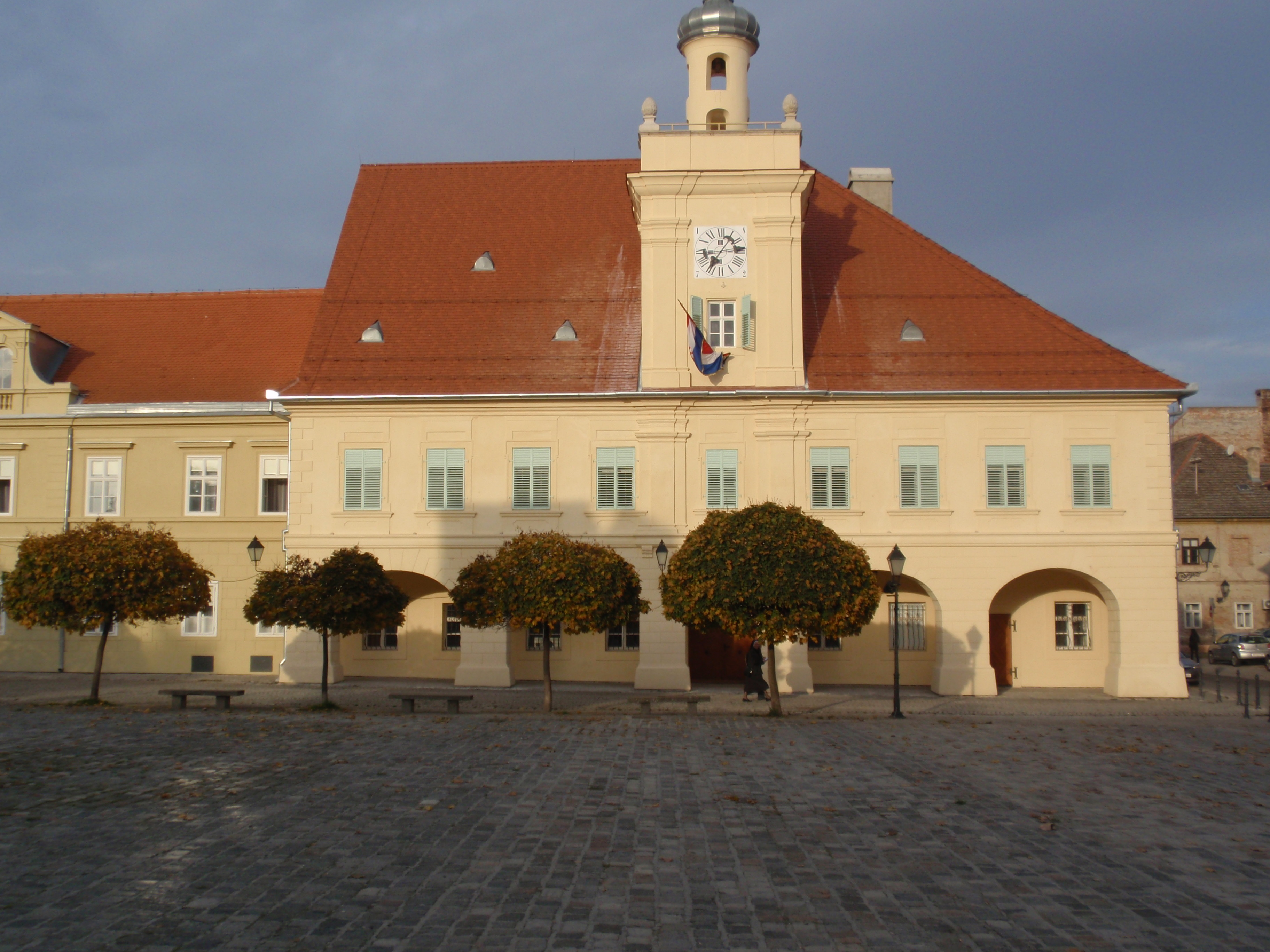
Det forna Vakthuset hyser idag det arkeologiska museet.

Tvrđa (svenska: Fästningen) är namnet på en stadsdel och befästning i Osijek i Kroatien. Tvrđa ligger i gamla stan i Osijek och är en befäst stadsdel. Den uppfördes av de österrikiska myndigheterna i början av 1700-talet och består av flera byggnader med stildrag från barocken. Befästningen anses vara en av de bäst bevarade ensemblen av byggnader i barockstil i Kroatien. 2005 sattes Tvrđa upp på Kroatiens tentativa världsarvslista.

## Historia
Sedan osmanerna drivits på flykten 1687 och habsburgarna säkrat kontrollen över Osijek uppfördes en fästningsstad på Dravas östra flodbank. Befästningen uppfördes efter ritningar av de österrikiska arkitekterna Mathias von Kaiserfeld och Maximilian Gosseau de Henef. 

## Arkitektur
Den Heliga treenighetens torg (Trg svetog Trojstva) utgör Tvrđas centrala del. Runt torget finns flera byggnader i barockstil. Arkitekturen kännetecknas av strama och rena linjer som inte var typiskt för denna tid. Att byggnaderna saknar utsmyckningar förklaras med att de var byggda för soldater och tjänstemän. 

### Fotnoter
1. ↑  Osijeks turistförening Arkiverad 16 september 2011 hämtat från the Wayback Machine. (kroatiska)
2. ↑  Unesco.org (engelska)